# Мінерали-індикатори зруденіння
Мінерали-індикатори зруденіння (рос. минералы-индикаторы оруденения, англ. mineralization index minerals, нім. Vererzungsindikatorminerale n pl, Vererzungsindexminerale n pl) — мінерали, що мають яскраво виражені типоморфні ознаки (наприклад, забарвлення), які легко виявляються і супроводжують в рудах різних типів, промислово цінні мінерали, визначення яких утруднене. Присутність М.-і.з. — показник певного типу рудоносності.
Розрізняють прямі і непрямі М.-і.з. Перші можуть безпосередньо служити пошуковими ознаками, наявність інших є сприятливим пошуковим критерієм. До числа прямих М.-і.з. відносять як мінерали, що входять в той же парагенезис, що й рудні мінерали, так і мінерали — продукти змін рудних мінералів, в тому числі гіпергенних.